# Mabrya acerifolia
Mabrya acerifolia là một loài thực vật có hoa trong họ Mã đề. Loài này được (Pennell) Elisens mô tả khoa học đầu tiên năm 1985.